# مزيد المزروعي
فريد المزروعي، لاعب كرة قدم عماني سابق. لعب مع منتخب عمان لكرة القدم.

## كأس الخليج 1998
سجل هدف في مرمى منتخب قطر لكرة القدم.